# Mapania baccifera
Mapania baccifera är en halvgräsart som beskrevs av Charles Baron Clarke. Mapania baccifera ingår i släktet Mapania och familjen halvgräs.

## Underarter
Arten delas in i följande underarter:
- M. b. baccifera
- M. b. manusensis